# Eyes of the Insane
（有“疯人之眼”之意）是美国敲击金属乐队超级杀手合唱团2006年的一首歌曲，收录在同年专辑唱片《神蹟再現》中。歌词内容源于《德克萨斯月刊》杂志上一篇题为《战争伤亡》的文章，其中探讨了一位美国军人从伊拉克战场回国后感受到的精神痛苦。由歌手汤姆·阿拉亚创作，当时《神蹟再現》尚在前期制作。这首歌得到乐评人的普遍好评，在丹麦单曲排行榜最高排到第15名。
歌曲的音乐影片于2006年8月经伊朗导演托尼·彼得罗相之手在洛杉矶地区摄制，以近距离特写镜头拍摄某军人的瞳孔和虹膜，观众可以看到其中反射出令人难受的景象，如战争的恐怖、对家人的回忆和军人最后的死亡等。2006年美国恐怖片《电锯惊魂3》的原声带中收录了，歌曲还在第49届格莱美奖角逐中拿下最佳金属表演奖。

## 源起
超级杀手合唱团歌手汤姆·阿拉亚（Tom Araya）在前去机场的路上拿起一本2006年3月刊《德克萨斯月刊》（Texas Monthly）翻看，杂志封面是一个士兵的头盔，其中一篇题为《战争伤亡》（Casualty of War）的文章引起他的兴趣，于是买下了一本。这期杂志以参加伊拉克战争的德克萨斯州将士为视角，还附有在军事冲突中阵亡的德州军人名单。杂志上刊登有部分死者的照片，还有文章描述幸存军人返乡后心中的痛苦。阿拉亚之后称，这篇文章让他“深受震撼”。
阿拉亚在飞回洛杉矶的航班上看完文章。这时，超级杀手合唱团第9张录音室专辑《神蹟再現》（Christ Illusion）的前期制作刚刚开始，乐队正准备与制作人乔希·亚伯拉罕（Josh Abraham）展开为期3天的排练。阿拉亚把行李放到酒店并参加排练，然后又回到酒店重看文章，觉得其中的故事和文笔都“非常深刻”，并于一天半夜醒来后写下的歌词。阿拉亚表示，自己以“真诚”的态度对待这一主题，觉得这正是那种“军方不希望你知道”的东西。“他们把事情扫到地毯下掩盖起来，但这个故事应该要讲述出来。”乐队吉他手克里·金（Kerry King）曾表示：“这些新歌（指《神蹟再現》中的歌曲）根本没有什么政治主题：〈Jihad〉、——这都（不过）是电视裡向我们喷涌而出的东西”。

## 曲式结构
全长3分23秒。乐曲以鼓手戴夫·隆巴多（Dave Lombardo）的缓慢鼓点开场，杰夫·汉尼曼（Jeff Hanneman）和克里·金分别在不同角度演奏吉他，曲调为降序音阶。这些吉他即兴重复段落不断发展，形容这部分曲调让人听起来非常难受。整首歌曲主要由主歌、副歌和桥接段组成，最终结束于“激烈高亢的”合唱 。
部分乐评人特别关注阿拉亚的唱功表现。扎克·霍松（Zach Hothorn）在（意为《词头》）杂志撰文称，“让阿拉亚得以展现音域，不断深入的曲调营造出紧张的气氛，还让这3分半钟有一种美妙的战栗感。网站的伊恩·鲁宾逊（Ian Robinson）则认为，歌词的节奏很独特，这种变化有让人满意的效果，戴夫·隆巴多那机枪般的节奏为汤姆·阿拉亚惊人的完整尖叫提供了良好的支柱。

## 音乐影片

音乐影片截图

超级杀手合唱团决定为拍摄音乐影片，但这时他们必须开始巡回演出，无法参与实际拍摄，所以需要有其他人参与影片制作。导演托尼·彼得罗相（Tony Petrossian）将初稿交给乐队审核，合唱团对此提出几项改善建议。金此前还从未见过彼得罗相，据他回忆，导演已经有了方案，乐队成员的建议总体而言只是让彼得罗相放松的音乐影片于2006年8月13日在洛杉矶地区开拍，以战争为主题。托利·卡斯帕里斯选角公司于2006年8月10日举行海选，打算找位18至26岁的白人男性出镜。根据项目的正式说明，入选者“必须是严肃的演员，能够通过双眼表现各种情绪。几个月前，他还天真无邪，如今却已因经历过太多战斗变得伤痕累累。他可以有浓烈的眉毛，但不能掩盖其他面部特征。如果有疤痕或是能看到粗大的静脉血管更好。”
影片采用“第一人称叙事视角”拍摄，讲述军人在战争中感受到的恐惧，其中还有这位军人眼睛长时间的近距离单镜头，观众可以看到瞳孔和虹膜内反射出的影像，这些影像又与音乐节奏完美结合。反射的影像中有许多令人感到不安的内容，如成批军人进入敌占区、枪炮声、直升机、坦克和爆炸，还有他对夫人、孩子和家园的回忆，以及他的死亡。。影片拍了两种结局，一种是军人战死沙场，另一种则是他自杀，最终选用的是后一种。据杰夫·汉尼曼表示，乐队对影片中的眼部特写镜头很满意，他个人第一次看到时也觉得这段影片“棒极了”。金在接受采访时称，的音乐影片“酷毙了——我觉得它的构思很不错——非常与众不同，对于我们来说尤其如此，因为我们以往的影片都是很基本的内容”。影片之后于2006年10月在独家发布。2007年4月，的音乐影片获《金属音锤》金神奖最佳影片奖提名，并于6月11日在伦敦俱乐部举办的颁奖典礼上胜出。

## 专业评价
得到乐评人的普遍好评。《唱针》（Stylus）杂志的科斯莫·李（Cosmo Lee）形容乐曲“以中等节拍对军人心灵进行黑暗的探索”，与以往的同类作品相比，有令人耳目为之一新的难忘创新。网站的彼得·阿特金森（Peter Atkinson）认为，从一定程度上相当于超级杀手合唱团另一首歌曲（意为《强制自杀》）的创伤后风格续作，两者的音乐有相似之处，但新作中有一些真正让人无法忽视的内容，把整首歌曲变得焕然一新。不过，网站的唐·凯伊（Don Kaye）认为与（意为《紧张性精神分裂症》）都有老生常谈的倾向，其中对于毁灭的那种缓慢、消磨意志的感受描写早已在（意为《死皮面具》）这样的经典之作中得到完美呈现。

## 荣誉
在第49届格莱美奖角逐中获最佳金属表演奖提名。得知这一消息后，金表示他毫不在乎，还称乐队粉丝“完全他妈不在乎这对我来说（应该）是最重要的事。”采访记者表示对歌曲中充满挑衅的歌词得到提名感到惊讶，对此金回答：“这难道不是最酷的事儿幺，你看看，用我们写的这些垃圾去获奖。”。颁奖典礼于2007年2月11日在洛杉矶斯台普斯中心举行，面对大只佬乐团、上帝羔羊乐团、内阁乐队和石头橘子乐团的竞争，超级杀手合唱团脱颖而出，夺得最佳金属表演奖。不过，乐队这时正因北美巡演期间出现冲突未能亲临现场领奖。阿拉亚在俄亥俄州哥伦布的酒店房间接受采访时表示：“杰夫（·汉尼曼）和我对投入很多，所以我们对格莱美奖评委愿抽时间聆听并投票支持深感荣幸。我们现在正在路上，我们都对此感到非常高兴”。但金对歌曲获奖存在异议，称这是专辑《神蹟再現》中表现最差的作品。他还进一步表示，他会选择用充满争议的歌曲〈Jihad〉来代表超级杀手合唱团的第9张专辑唱片《神蹟再現》。金还批评录音学会只是在按歌曲的反响投票：“实际上，我觉得学会成员就是在挑个家喻户晓的名字投票支持……因为我们就是这样的。”

## 其他媒体
2006年恐怖片《电锯惊魂3》的原声带于同年10月24日发布，其中收录了。2007年1月19日，超级杀手合唱团首次走上美国电视网络，亮相美国广播公司节目《吉米·坎摩尔直播秀》，一共表演了6首歌曲，只有这首没有遭到删减。不过，金并不乐意在电视上现场表演，称这样的演出发挥都很平淡，好歌也不例外。

## 专辑曲目
| 1    | 1                | 1    |
| 曲序 | 曲目             | 时长 |
| ---- | ---------------- | ---- |
| 1.   | 〈〉             | 3:23 |
| 2.   | 〈〉（现场演出） | 3:31 |

| 2    | 2                | 2    |
| 曲序 | 曲目             | 时长 |
| ---- | ---------------- | ---- |
| 1.   | 〈〉             | 3:23 |
| 2.   | 《》（现场演出） | 4:37 |
| 3.   | 《》（现场录像） |      |

| 7英寸黑胶唱片 | 7英寸黑胶唱片    | 7英寸黑胶唱片 |
| 曲序          | 曲目             | 时长          |
| ------------- | ---------------- | ------------- |
| 1.            | 〈〉             | 3:23          |
| 2.            | 《》（现场演出） | 4:37          |

## 排行榜
| 排行榜（2007年）       | 最高 排名 |
| ---------------------- | --------- |
| 丹麦（Tracklisten）               | 15        |
| 英国（英国单曲排行榜） | 97        |